# پاوان کالیان
پاوان کالیان (به انگلیسی: Pawan Kalyan) (زاده ۲ سپتامبر ۱۹۷۱) بازیگر هندی است.
از فیلم‌هایی که وی در آن نقش داشته است می‌توان به کدام مسیر اشاره کرد.

## فیلم‌شناسی
فهرست برخی از فیلم‌هایی که پاوان کالیان در آنها به ایفای نقش پرداخته است:
- کدام مسیر
- جبار سینگ
- گوپالا گوپالا
- پنجه
- سردار جبار سینگ
- خوشی
- بدری
- آقای وکیل
- کاتامارایدو
- رامبابو به‌همراه فیلم‌بردار گانگا
- بیملا نایاک (۲۰۲۲)